# Mycobacterium
I micobatteri (Mycobacterium) sono un genere di bacilli Gram-variabili, unico genere della famiglia  Mycobacteriaceae. Sono causa di diverse patologie nell'ospite umano. Il prefisso greco myco- significa "fungo", e allude al fatto che i micobatteri crescono in modo simile a una muffa sulla superficie delle colture.
Sebbene il nome possa confondere, bisogna ricordare che mycoplasma non è assolutamente un micobatterio (presenta una parete completamente diversa dai micobatteri, e in generale, dagli altri batteri). 

## Struttura
I micobatteri sono caratterizzati dalla presenza di una parete cellulare (non si tratta di una vera e propria parete) insolitamente spessa e dalla struttura patogena insolita. Contrariamente a quelle degli altri batteri che sono formate di solo peptidoglicano (seppure disposto in più o meno strati nelle diverse specie), la parete dei micobatteri presenta uno strato relativamente sottile di peptidoglicano legato ad una serie di molecole composta rispettivamente da arabinogalattani, acidi micolici e glicolipidi fenolici.
Questa parete cellulare così complessa conferisce ai micobatteri il vantaggio di essere completamente impermeabili ad alcune delle sostanze più utilizzate nella terapia medica, compresi alcuni degli antibiotici più comuni: ad ogni modo esistono molti farmaci specifici che possiamo utilizzare per il trattamento della tubercolosi ( in genere si usano delle associazioni ) come la rifampicina, etambutolo, isoniazide, aminoglicosidi e altri. D'altro canto, la comprensibile lentezza negli scambi metabolici fra la cellula e l'ambiente esterno, giustificata dalla grande quantità di involucri che i metaboliti devono attraversare per raggiungere la membrana cellulare, dà una spiegazione della caratteristica lentezza di replicazione dei micobatteri nei terreni di coltura artificiali utilizzati in microbiologia.

## Specie di micobatteri
I micobatteri in medicina vengono tradizionalmente suddivisi in diversi gruppi, a seconda del loro potere.
Un primo gruppo comprende i cosiddetti micobatteri tubercolari, ossia capaci di scatenare la tubercolosi nell'ospite animale. Questo gruppo è costituito dai tre batteri del cosiddetto Mycobacterium tuberculosis complex: Mycobacterium tuberculosis (responsabile della tubercolosi umana), Mycobacterium africanum (correlato alla stessa patologia del M. tuberculosis, seppure leggermente differente sotto il profilo biochimico ed isolato con maggiore frequenza in Africa) e Mycobacterium bovis (responsabile della tubercolosi bovina, zoonosi trasmissibile all'uomo per via alimentare).
Un altro gruppo, il più nutrito in assoluto, è costituito dai micobatteri non tubercolari, ossia da micobatteri che causano una serie di patologie diverse dalla tubercolosi nell'ospite umano, ma solo in concomitanza di particolari condizioni che abbassino le difese immunitarie dell'organismo colonizzato (si configurano perciò come parassiti opportunisti).
Una classificazione a parte viene fatta per il Mycobacterium leprae, agente eziologico della lebbra, il quale, pur essendo assimilabile al gruppo dei micobatteri non tubercolari, presenta caratteristiche cliniche e biologiche assolutamente peculiari.
Alcuni micobatteri si comportano infine come saprofiti, assolutamente innocui per gli altri organismi, che possono occasionalmente colonizzare l'ospite umano senza però dare luogo a patologie di alcun tipo: un esempio è il Mycobacterium smegmatis.

## Metodi di ricerca ed identificazione

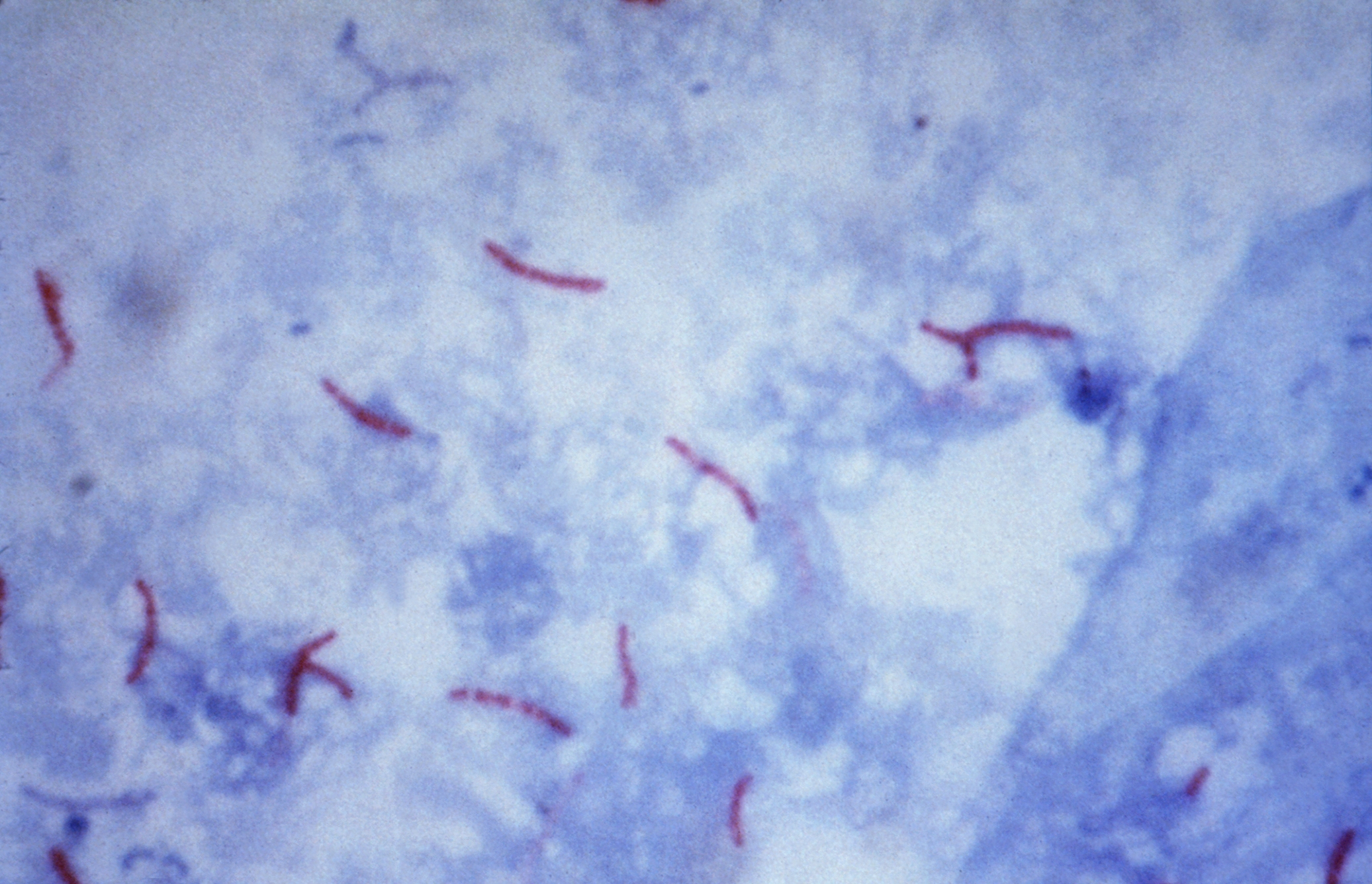
Mycobacterium tuberculosis in colorazione di Ziehl-Neelsen

La particolare struttura della parete cellulare conferisce ai micobatteri anche una caratteristica importante per la loro identificazione in vitro, il cosiddetto fenomeno dell'acido-resistenza. I micobatteri infatti, pur se fissati (cioè uccisi) al calore, sono estremamente difficili da colorare, poiché i coloranti tradizionali non riescono ad oltrepassare la barriera impermeabile della loro parete cellulare; in compenso, se la cellula si imbibisce di un colorante, diventa ancor più resistente alla decolorazione. Questa caratteristica spiega la particolare difficoltà di colorare i micobatteri con i normali coloranti di Gram: i micobatteri non sono classificabili con la colorazione Gram perché appunto non si colorano (al massimo si possono vedere degli "aloni" bianchi all'interno dei macrofagi che possono far pensare alla presenza del micobatterio ) .
Per colorare i micobatteri si usa la cosiddetta colorazione di Ziehl-Neelsen. Questa è una colorazione differenziale che prevede l'utilizzo in primo luogo di fucsina ed acido fenico, che vengono particolarmente ben assorbiti dai micobatteri; in seguito si procede con una decolorazione in HCl (che non ha effetto sui micobatteri, ma che decolora invece tutti gli altri batteri presenti sul vetrino), ed infine con l'aggiunta di blu di metilene (che a sua volta non viene assorbito dai micobatteri, ma solo dai batteri circostanti). Nel vetrino così colorato, i micobatteri appaiono come bastoncini rossi (perché non hanno perso la colorazione iniziale della fucsina) sullo sfondo blu degli altri batteri eventualmente presenti nel materiale.